# Référendum constitutionnel roumain de 2018
Un référendum constitutionnel d'origine populaire visant à modifier la définition de la famille dans l'article 48 de la Constitution a lieu les 6 et 7 octobre 2018 après un long débat public en Roumanie. Le changement aurait eu pour conséquence de définir le mariage entre deux personnes sous un sens strictement hétérosexuel, rendant inconstitutionnelle une légalisation du mariage homosexuel. Malgré un vote positif de la part de plus de 90 % des votants, le référendum échoue à réunir une participation supérieure au quorum exigé de 30 %, à peine plus de 20 % des électeurs s'étant rendus aux urnes, ce qui en rend le résultat légalement invalide.

## Contexte juridique
Si les articles 258-4, 259-1, 271 et 277-1 du Code civil font mention de « maris et femmes », l'article 48-1 de la constitution de la Roumanie définit la famille comme fondée sur le mariage librement consenti entre les « conjoints » (en roumain, soți),.

## Mise en œuvre
Craignant que la définition non genrée de la constitution puisse permettre à l'avenir la légalisation du mariage homosexuel, les membres de l'association Coalition pour la famille (en roumain : Coaliţia pentru Familie) annoncent vouloir l'amender afin qu'elle définisse le mariage comme l'union entre un homme et une femme. La mesure rendrait ainsi la légalisation des mariages entre personnes de même sexe inconstitutionnelle dans le pays. Les promoteurs de l'initiative lancent une initiative fin 2015 afin de réunir sous six mois le quorum de 500 000 signatures nécessaires pour initier une proposition d'amendement constitutionnel en vertu de l'article 150 de la constitution. Activement soutenue par l'Église orthodoxe roumaine, la Coalition pour la famille en recueille plus de trois millions du 25 novembre 2015 au 23 mai 2016,.
La cour constitutionnelle les déclare valides et ouvre la procédure de projet de loi référendaire le 20 juillet 2016, mais du fait des élections législatives organisées cette année là le projet n'est débattu à la Chambre des députés que le 13 février de l'année suivante.
Après un vote favorable de la chambre le 9 mai 2017 par 232 voix pour, 22 contre et 13 abstentions, un référendum légalement contraignant était attendu pour le 10 juin 2018. Le projet de loi reste néanmoins gelé du fait d'une importante crise politique, qui mène à des modifications de la loi sur l'organisation des référendums.
Le président Klaus Iohannis s'oppose en effet catégoriquement au projet, utilisant tous les moyens à sa disposition pour le faire échouer. Il décide dans un premier temps de bloquer la procédure en accord avec la loi no 3/2000 sur l'organisation des référendums qui lui donne autorité sur la date d'organisation du scrutin, qu'il ne fixe pas. En réaction, la Chambre des députés modifie la loi le 5 septembre 2017, permettant entre autres au gouvernement de désormais fixer lui-même librement la date du vote. La Cour constitutionnelle casse cependant la nouvelle loi, un délai d'un maximum de trente jours étant explicitement mentionné dans la constitution entre le vote du projet et la tenue du scrutin. La chambre modifie alors à nouveau la loi référendaire afin de fixer un délai précis, tout en respectant le maximum de trente jours, de sorte que le président ne dispose plus d'aucune marge de manœuvre. La Chambre des représentants et le Sénat s'accordent par navette sur cet amendement du 26 mars 2018 au 4 avril 2018.
Iohannis renvoie ensuite la loi devant la Cour constitutionnelle le 18 avril 2018, mais celle ci la valide le 3 mai. Aucune autre date n'est alors été fixée, mais les représentants du Parti social-démocrate (PSD) affirment que le référendum devrait avoir lieu à l'automne, le 30 septembre ou le 7 octobre. Le PSD au pouvoir annonce qu'il organisera une manifestation pour soutenir le changement dès l'automne, avant d'y renoncer. Malgré une ultime tentative de recours le 18 mai à l'encontre de la loi référendaire de la part de Iohannis, la Cour constitutionnelle le rejette le 19 juin, et Iohannis finit par se résigner à l'entériner le 6 juillet.
Le Sénat ne se prononce ainsi finalement que le 11 septembre 2018, validant le projet par 107 voix pour, 13 contre et 7 abstentions,. Le 17 septembre suivant, la cour constitutionnelle émet un avis confirmant sa légalité par 7 voix contre 2. Début septembre, les dirigeants du PSD s'étaient auparavant accordés sur un décret allongeant la période de vote, qui est étendue du 6 au 7 octobre ; la tenue du scrutin sur deux jours visant à s'assurer d'une plus grande participation. Le 18 septembre, le gouvernement peut ainsi annoncer officiellement la tenue du référendum

## Conditions
En accord avec les articles 2 et 90 de la constitution roumaine ainsi que les articles 1 et 5 de la loi électorale no 3 du 22 février 2000 amendée en 2013 et 2018, un tel référendum nécessite pour être déclaré valide que le total des votes favorables atteigne la majorité absolue (50 % +1) des suffrages exprimés et que le total des votes valides atteigne le quorum de 25 % des inscrits, auquel doit s'ajouter un taux de participation minimal de 30 % des inscrits.

## Prises de position
Seule une minorité de la population soutient ouvertement le mariage homosexuel ou même le partenariat civil en Roumanie. En 2015, 26 % des Roumains sondés se déclaraient favorables au mariage homosexuel, contre 74 % s'y opposant. Plusieurs personnalités notables ou partis politiques majeurs s'opposent cependant à l’organisation du référendum.
Selon un sondage organisé en mai 2018, 34 % des électeurs roumains auraient l'intention de participer au scrutin, dont 90 % en faveur du Oui.
Le président Klaus Iohannis, issu de la minorité allemande et de confession luthérienne, a déclaré qu'en tant que membre d'une minorité ethnique et religieuse, il soutient la tolérance et l'ouverture envers ceux qui sont différents tout en rejetant le fanatisme religieux et les ultimatums.
L'Union sauvez la Roumanie, un parti d'opposition représentant la troisième force politique au Parlement et seul parti en Roumanie à se déclarer favorable à une légalisation, a également tenu un vote interne sur la question et a décidé de s'opposer au référendum.
Un projet de loi préparé en concertation avec des ONG et le Conseil national contre les discrimination devait par ailleurs être voté avant la rentrée afin de légaliser les unions civiles ouvertes aux homosexuels. Celles-ci réuniraient les mêmes droits que le mariage à l'exception de l'adoption conjointe. L'Église orthodoxe roumaine s'est déclarée opposée à ce projet.
| Position | Partis politiques                          | Partis politiques                          |
| -------- | ------------------------------------------ | ------------------------------------------ |
| ✔ Pour   |                                            | Parti social-démocrate (PSD)               |
| ✔ Pour   | Parti national libéral (PNL)               |                                            |
| ✔ Pour   | Parti Mouvement populaire (PMP),           |                                            |
| ✔ Pour   | Parti de la Grande Roumanie (PRM),         |                                            |
| ✔ Pour   | Noua Dreaptă (ND)                          |                                            |
| ✔ Pour   | Parti Roumanie unie (PRU)                  |                                            |
| Boycott  |                                            | Union sauvez la Roumanie (USR)             |
| Boycott  | Parti vert (PV)                            |                                            |
| Boycott  | Mouvement Roumanie ensemble (MRI)          |                                            |
| Neutre   |                                            | Alliance des libéraux et démocrates (ALDE) |
| Neutre   | Union démocrate magyare de Roumanie (UDMR) |                                            |

## Résultats
Le scrutin s'ouvre le 6 octobre de 7 h à 21 h et le 7 octobre de 7 h à 21 h. Au cours de cette première journée de vote, 1 046 583 électeurs se déplacent aux urnes sur 18 millions d'inscrits sur les listes électorales, soit 5,72 % de participation. Le 7 octobre à 19 h 0, heure locale, le taux de participation atteignait 18,87 %, avant de s'établir à 20,96 % à la clôture des bureaux de vote. Le quorum pour modifier la constitution n'étant pas atteint, le référendum est légalement invalide.
| Choix               | Voix       | % Votants | % Inscrits | Quorum |
| ------------------- | ---------- | --------- | ---------- | ------ |
| Pour                | 3 531 732  | 93,40     | 19,32      |        |
| Contre              | 249 412    | 6,60      | 1,36       |        |
|                     |            |           |            |        |
| Votes exprimés      | 3 781 144  | 98,03     | 20,69      | 25 %   |
| Blancs et invalides | 76 111     | 1,97      | 0,42       |        |
| Total des votants   | 3 857 308  | 100,00    | 21,10      | 30 %   |
|                     |            |           |            |        |
| Abstentions         | 14 421 703 |           | 78,90      |        |
| Inscrits            | 18 279 011 | 100,00    |            |        |

Répartition des suffrages exprimés :
| Votes Pour (93,40 %) |
| ▲                    |
| Majorité absolue     |

Répartition des inscrits :
| Taux de participation (21,10 %) |  |  | Taux d'abstention (78,90 %) |
| ▲                               |  |  |                             |
| Majorité absolue                |  |  |                             |

## Suites
Le Parti social-démocrate, l'Alliance des libéraux et démocrates, l'Union sauvez la Roumanie et l'Union démocrate magyare de Roumanie décident peu après le référendum d'apporter leur soutien au projet de légalisation de l'union civile entre couples de sexes opposés ou de même sexe.
Ces unions offrirait aux couples un cadre légal permettant de faire reconnaitre leurs droits en matière de liens familiaux et d'héritage, tout en interdisant explicitement l'adoption. À l'opposé du référendum, le projet de loi ne cherche pas à restreindre ou même définir le sexe des individus liés. Les signataires du projet de loi affirment que celui-ci renforcera le droit à une « vie familiale » pour plusieurs catégories de personnes qui, pour une raison ou pour une autre, ne veulent ou ne peuvent pas avoir recours à un mariage. L'église orthodoxe roumaine renouvelle son opposition à de telles unions, de même que le Parti national libéral.
Les signataires regroupant près de 70 % des membres du Parlement, un vote positif du projet est alors jugé très probable. Le vote est cependant repoussé, puis le projet abandonné à la suite du retrait du soutien du Parti social-démocrate, dont notamment le président de la Chambre, Liviu Dragnea. D'autres projets de légalisation des unions civiles sont déposés par des indépendants ou des membres de l'opposition au cours de l'année suivante. Tous sont rejetés au Sénat,,.